# Cases de Queensbridge
Les cases de Queensbridge, també conegudes simplement com a Queensbridge o QB, és una urbanització d'habitatges públics al barri de Long Island City de Queens, Nova York . Propietat de l'Autoritat d'Habitatge de la Ciutat de Nova York, el desenvolupament conté 96 edificis i 3.142 unitats amb capacitat per a aproximadament 7.000 persones en dos complexos separats (nord i sud). El complex va obrir les portes el 1939 i és el projecte d'habitatges més gran d'Amèrica del Nord .
Queensbridge es troba al districte comunitari 1 de Queens i el seu codi postal és 11101.

## Estructures
Queensbridge, el més gran dels 26 desenvolupaments d'habitatges públics de Queens, es troba entre Vernon Boulevard, que recorre l'East River, i 21st Street. Es troba immediatament al sud de la central elèctrica de Ravenswood i just al nord del pont de Queensboro, que dóna nom al complex. El complex és el projecte d'habitatges més gran d'Amèrica del Nord. El desenvolupament està dividit en dos complexos, les Cases Nord a l'avinguda 40 i les Cases Sud a l'avinguda 41. L' estació homònima de la línia IND 63rd Street del metro de Nova York ( Plantilla:NYCS trains ) es troba a la banda est del complex, al carrer 21.
Edificis

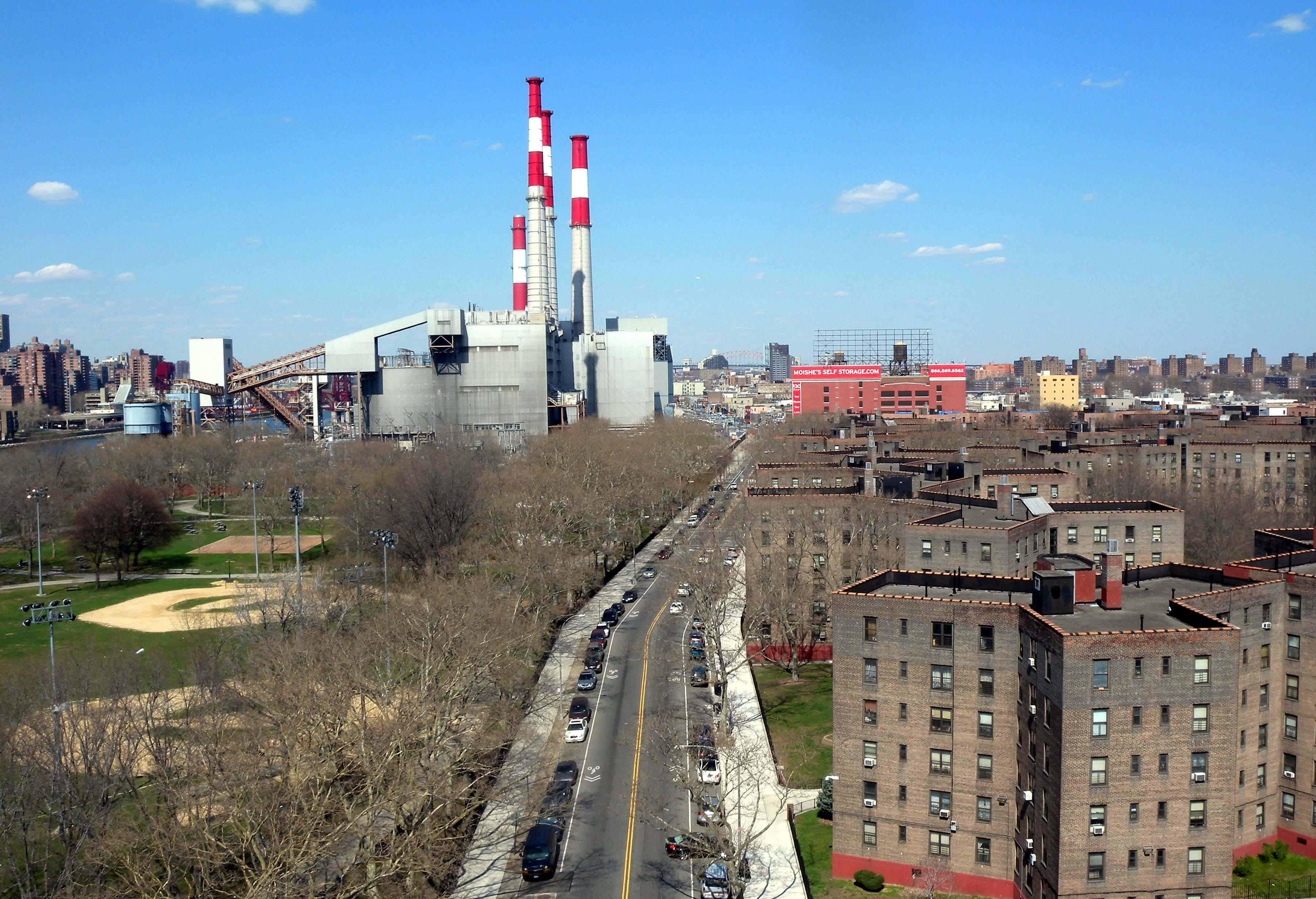
Queensbridge (dreta), Queensbridge Park (esquerra) i la central elèctrica de Ravenswood (al fons)

Els 96 edificis de sis pisos es distingeixen per la seva forma de dues Y que es connecten a la base. Aquesta forma es va utilitzar perquè els arquitectes esperaven que donés als residents més accés a la privacitat i a la llum solar que la forma de creu tradicional. Es deia que el disseny era rendible, i van reduir encara més el cost utilitzant ascensors que només paraven a les plantes 1a, 3a i 5a. La pressió política per mantenir els costos baixos va ser una raó clau per a l'ús de dissenys barats. WFR Ballard, Henry S. Churchill, Frederick G. Frost i Burnett Turner van dissenyar Queensbridge.
En molts aspectes, els edificis de Queensbridge són molt similars a la majoria de projectes d'habitatge construïts pel govern de l'època. Són d'un color marró grisenc desgastat que ara pateix un important deteriorament. Cada edifici està pintat de vermell fins a uns quatre peus d'alçada del terra, donant una sensació d'unió a tot el complex, ja que una "capa" vermella uniforme sempre és a prop per tot el complex. A cada cantonada de Queensbridge, l'Autoritat d'Habitatge de la Ciutat de Nova York ha col·locat rètols que indiquen el nom i la direcció del projecte: "Queensbridge North (or South) NYCHA". Aquests rètols es presenten en diverses varietats segons la seva antiguitat. Els rètols més antics, erigits a principis dels noranta, són simplement taronges i blaus, i els més nous presenten gràfics, com els de molts altres projectes.

## Serveis

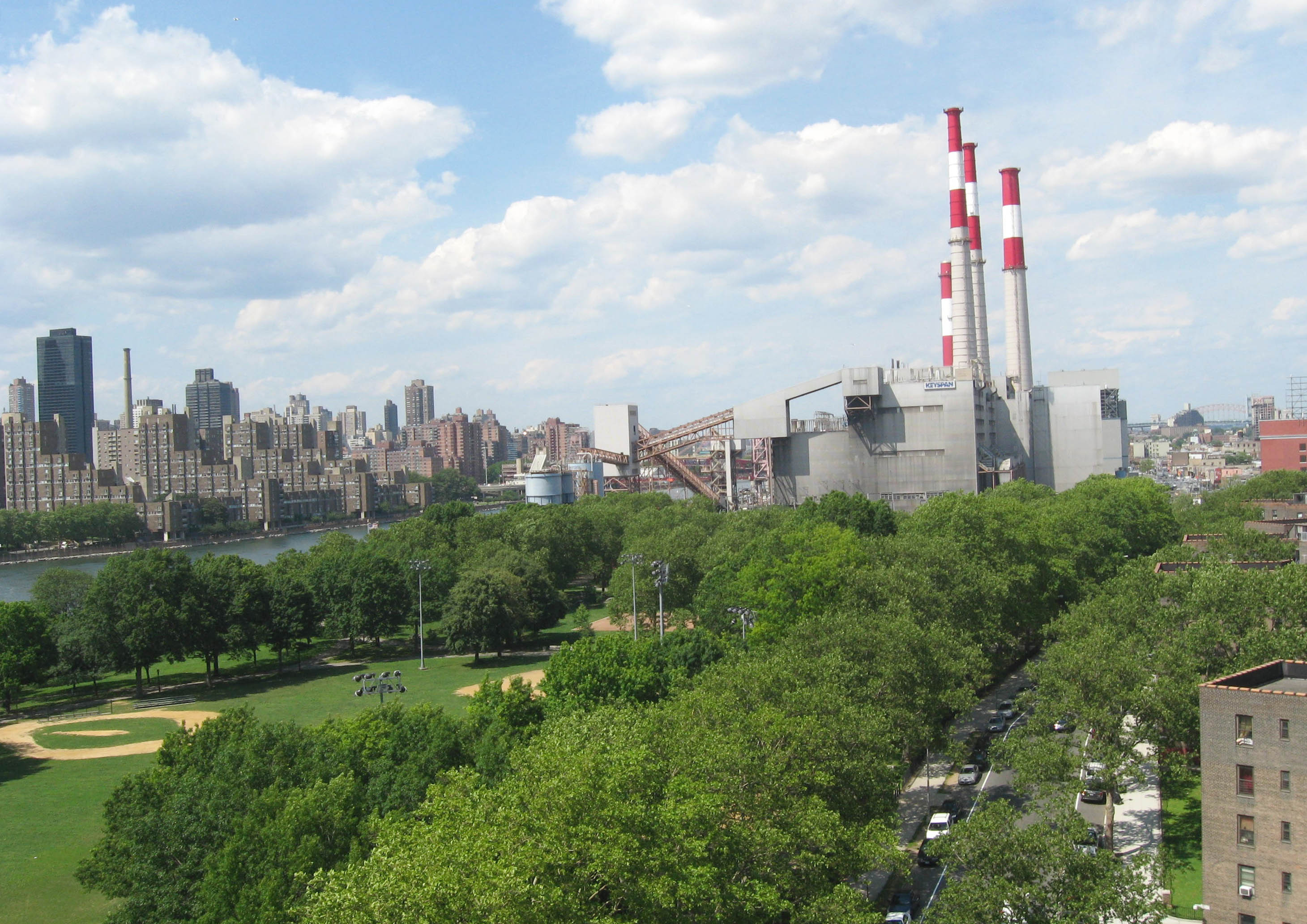
Parc de Queensbridge

Els plans originals incloïen alguns serveis bàsics, com ara un centre comercial, una llar d'infants i sis patis interiors per jugar. A la dècada del 1950, també hi havia tres aules de llar d'infants, una biblioteca, un centre cívic amb un auditori on es feien espectacles, un gimnàs amb terra de fusta que també feia de pista de patinatge sobre rodes de fusta, sales d'activitats a la planta baixa i una cafeteria a la planta superior on els nens de la llar d'infants dinaven. Algunes de les activitats de la planta baixa incloïen claqué, ballet, art, tocar la flauta dolça i cantar, billar, hoquei i tennis taula, així com reunions de Girl Scouts i Boy Scouts . Els residents van gaudir de concerts durant els calorosos mesos d'estiu a la zona comercial central de la plaça, i el Fresh Air Fund va enviar nens a excursions a les muntanyes de Peekskill.
Els edificis del complex estan dividits per una sèrie de camins i petites zones de gespa. També al complex hi ha diverses pistes de bàsquet i zones de joc amb bancs. A l'altra banda de Vernon Boulevard es troba Queensbridge Park, el principal lloc d'esbarjo dels inquilins del projecte. També hi havia un parc més petit situat convenientment just sota el pont de Queensboro anomenat "Baby Park". El Baby Park va tancar a causa de la caiguda de runes del pont durant les obres de manteniment a finals dels anys 2000. El Baby Park va ser substituït per un nou parc infantil per al mateix rang d'edat, entre les avingudes 40 i 41, dins del mateix Queensbridge Park.

## Història i estadístiques de la delinqüència
Queensbridge va obrir les portes el 1939. Durant la dècada del 1950, la direcció va canviar l'equilibri racial de Queensbridge transferint totes les famílies amb ingressos superiors a 3.000 dòlars anuals, la majoria de les quals eren blanques, a projectes d'habitatges d'ingressos mitjans, i substituint la majoria d'aquests inquilins per famílies afroamericanes i llatines . Aquesta política va proporcionar habitatges segurs i higiènics a moltes famílies afroamericanes i llatines amb ingressos baixos.
Queensbridge és conegut per les seves contribucions a la música hip hop i rap, i ha estat la llar d'alguns dels músics més influents del gènere. Marley Marl Williams va ser la primera d'una llarga successió d'artistes aclamats de "The Bridge", que va arribar a ser un dels barris de hip-hop més famosos del país. Els seus rapers i productors van ajudar a posar-lo al mapa. El col·lectiu Juice Crew, enormement influent a la dècada del 1980, comptava entre els seus membres amb els rapers de Queensbridge MC Shan, Roxanne Shanté i Craig G.
Mentre que la disputa entre Boogie Down Productions i MC Shan ja havia situat "The Bridge" al mapa del rap a la dècada del 1980, la nova generació de rapers de Queensbridge com Nas i Mobb Deep feia freqüents referències a les Queensbridge Houses, cosa que consolidava la seva reputació com una visió distòpica de la pobresa, les drogues i la violència just quan els problemes de la ciutat de Nova York amb el crack i la massacre sense precedents que havia provocat en llocs com Queensbridge arribaven al seu punt àlgid. L'àlbum de Nas de 1994, Illmatic, sovint considerat el millor àlbum de hip-hop de tots els temps, tracta de les seves experiències a Queensbridge. Altres artistes destacats associats amb l'escena hip-hop de Queensbridge inclouen Blaq Poet, Cormega, Tragedy Khadafi, Nature, Screwball, Capone i Big Noyd .
A la dècada del 1970, Queensbridge va experimentar un augment de la delinqüència juntament amb la resta de la ciutat. Durant el punt àlgid de l'epidèmia de crack el 1986, Queensbridge va patir més assassinats que qualsevol altre complex de la NYCHA a la ciutat de Nova York. No obstant això, a la dècada del 2000, la delinqüència va disminuir.
Durant molts anys, Queensbridge ha tingut problemes amb els traficants i els consumidors de drogues. Una investigació policial d'11 mesos va conduir a la detenció de 37 persones durant una batuda de drogues el febrer del 2005. Una altra batuda al febrer de 2009, després d'una investigació de set mesos, va resultar en 59 detencions.

## Població
L'any 2013, Queensbridge tenia una població total de 6.105 habitants. La distribució racial era de 61,4% negres, 2,3% blanques, 1,9% asiàtiques, 1,0% amerindies i 2,4% multiracials . Els hispans i llatins de qualsevol raça eren el 30,1%.
El 2020, la població asiàtica a Queensbridge va augmentar fins a l'11% de la població total del complex. Això va impulsar peticions per millorar els serveis socials per als residents asiàtics de la comunitat.

## Persones destacades
- Big Noyd (nascut el 1975), raper, relacionat amb Mobb Deep
- Blaq Poet (nascut el 1969), raper[20]
- Bravehearts, grup de rap
- Capone (nascut el 1976), raper, part del grup de hip-hop Capone-N-Noreaga[21]
- Cormega (nascut el 1970), raper[22]
- Craig G (nascut el 1973), raper
- Julie Dash (nascuda el 1952), cineasta i escriptor.[23]
- Lou Del Valle (nascut el 1968), boxejador professional.[24]
- Vern Fleming (nascut el 1962), antic jugador de la NBA als Indiana Pacers i New Jersey Nets.[25]
- Bernard Fowler (nascut el 1960), vocalista dels Rolling Stones i artista.[26]
- Gemma La Guardia Gluck (1881–1962) Supervivent de l'Holocaust i germana de l'alcalde de New York City Fiorello La Guardia[27]
- Sean Green (nascut el 1970), antic jugador de la NBA[28]
- Havoc (nascut el 1974), raper productor musical, membre de Mobb Deep
- Tragedy Khadafi (nascut el 1971), raper.[29]
- Infamous Mobb, grup de rap[30]
- Marley Marl (nascut el 1962), productor musical[31]
- MC Shan (nascut el 1965), raper[32]
- Mel Johnson Jr., actor i productor cinematogràfic[33]
- Nas (nascut el 1973), raper
- Jungle (Jabari Fret) (nascut el 1974), raper
- Nature (nascut el 1973), raper
- Metta Sandiford-Artest (nascut el 1979), jugador de la NBA , raper.[25]
- Keechant Sewell (nascut el 1972), antic cap dels Detectius del Department, de Policia del comptat de Nassau i el 45th New York City Police Commissioner[34]
- Roxanne Shante (nascut el 1969), raper[35]
- Screwball, grup de hip-hop
- Andy Walker (nascut el 1955), small forward jugador de la NBA per New Orleans Jazz.[25]